# Motorola Razr2
A Motorola Razr2 (RAZR²) a Motorola telefonok Motorola Razr-családjának második, kinyithatós (flip) sorozata, a 4LTR család egyike. A Razr2 telefonok 2 mm-rel vékonyabbak és kissé szélesebbek, mint elődeik.

## V8
A Razr2 V8 2007. júliusban került piacra. 420 MiB vagy 2  GiB memóriával, EDGE technológiával rendelkezik. A készülék MontaVista Linux operációs rendszert használ.

## V9m
A Razr2 V9m 2007. június 29-én, Verizon Wireless verziója az Egyesült Államokban 2007. augusztus 29-én jelent meg. A készülék 45 MB memóriával, 2 GB-ig bővíthető memóriával, 2 megapixeles kamerával rendelkezik.

## V9
A Razr2 V9 2007. szeptember 1-jén került piacra és kizárólag a AT&T szolgáltató működtette. 3.6 Mbit/s HSDPA, 265 ezer színű kijelző, 3G, 512 MHz CPU, 50 MB memória és 32 GB microSD bővíthető memória jellemzi. EV-DO a V9m-től eltérően nincs benne. Elődjéhez képest a processzor sebességét megduplázták.

## V9x
A Razr2 V9x 2008 decemberében jelent meg, felváltotta a V9-et az AT&T szolgáltatónál, az "AT&T Navigator" GPS szoftver és videómegosztó lehetőséggel bővült. További jellemzői a 3.6 Mbit/s HSDPA, 265 ezer színű kijelző, 512 MHz CPU, ~50 MB memória, 8 GB microSD, videó telefonálás és GPS.

## Fordítás
- Ez a szócikk részben vagy egészben  a   Motorola Razr2 című angol Wikipédia-szócikk fordításán alapul.  Az eredeti cikk szerkesztőit annak laptörténete sorolja fel. Ez a jelzés csupán a megfogalmazás eredetét és a szerzői jogokat jelzi, nem szolgál a cikkben szereplő információk forrásmegjelöléseként.